# Beatus ille, qui procul negotiis
Beatus ille, qui procul negotiis (в перекладі з  лат. Блаженний той, хто далеко від справ) — слова Горація про душевний спокій, шлях до якого — бути задоволеним своєю долею, не ганяючись за великим: не шукаючи популярності і знатних покровителів, не намагаючись розбагатіти в військових походах, не ввозячи за моря товари:

Блажен лише той, хто, суєти, не відаючи, 

Як первісний рід людський, 

Надбання дідів оре на волах своїх, 

Чужий будь-якої жадібності, 

Чи не прокидаючись від сигналів військових, 

Не боячись бур морських, 

Забувши і форум, і пороги горді 

Співгромадян, що владу мають 

— Вергилий. Буколики. Георгики. Энеида. Гораций. Оды. Эподы. Сатиры. Послания. Наука поэзии / Пер. А. Семёнова-Тянь-Шанского // Антология. – М.: АСТ, 2005. – 912 с. - isbn 5-94643-118-8